# Miss Internacional 2016
Miss Internacional 2016 fue la 56.ª edición del certamen Miss Internacional correspondiente al año 2016 cuya final se llevó a cabo el 27 de octubre de 2016 en la Sala municipal del Domo de Tokio en la ciudad homónima, capital de Japón. Candidatas de 69 naciones y territorios autónomos compiten por el título. Al final del evento, Edymar Martínez, Miss Internacional 2015 de Venezuela coronó a Kylie Verzosa de Filipinas como su sucesora.

## Resultados
| Posiciones              | Candidata |
| ----------------------- | --- |
| Miss Internacional 2016 | - Filipinas — Kylie Verzosa |
| Primera finalista       | - Australia — Alexandra Britton |
| Segunda finalista       | - Indonesia — Felicia Hwang |
| Tercera finalista       | - Nicaragua — Brianny Chamorro |
| Cuarta finalista        | - Estados Unidos — Kaitryana Leinbach |
| Top 15                  | - Argentina — Yoana Don - Canadá — Amber Bernachi - El Salvador — Elizabeth Cader - Finlandia — Emilia Seppänen - Japón — Jyunna Yamagata - México — Geraldine Ponce - Polonia — Magdalena Bienkowska - República Dominicana — Cynthia Nuñez - Rusia — Alisa Manenok - Tailandia — Pattiya Pongthai |

### Reinas continentales
| Premio                     | Candidata                        |
| -------------------------- | -------------------------------- |
| Miss Internacional África  | - Sierra Leona — Trina Swarray   |
| Miss Internacional América | - Ecuador — Ivana Abad           |
| Miss Internacional Asia    | - Hong Kong — Kelly Lam          |
| Miss Internacional Europa  | - Polonia — Magdalena Bienkowska |
| Miss Internacional Oceanía | - Hawái — Guinevere Davenport    |

### Premios especiales
| Premio               | Candidata                      |
| -------------------- | ------------------------------ |
| Mejor Traje Nacional | - Nicaragua — Brianny Chamorro |
| Miss Cuerpo Perfecto | - Moldavia — Alina Chirciu     |
| Mejor Vestuario      | - Indonesia — Felicia Hwang    |

## Historia

### Sede

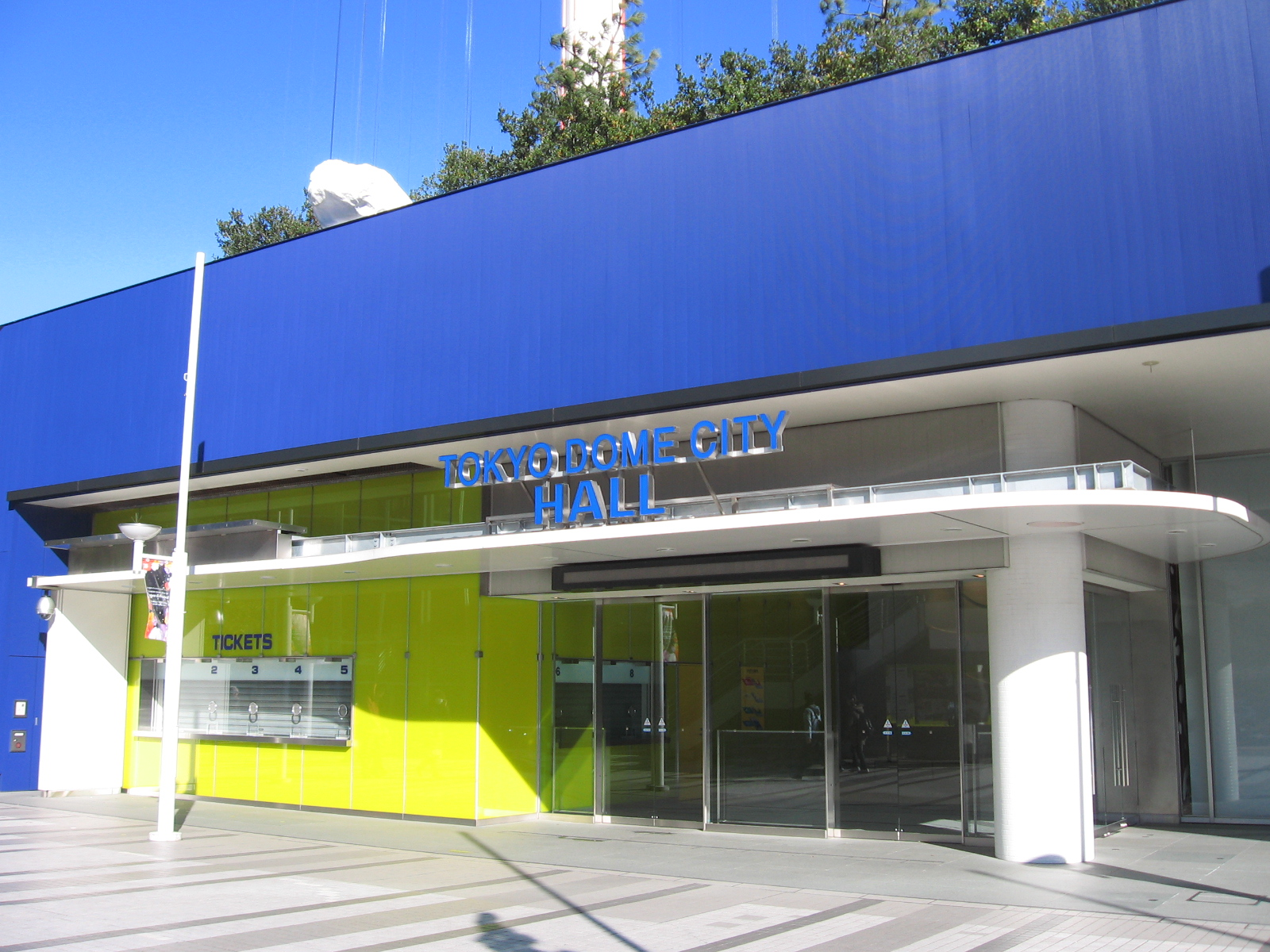
Sala municipal del Domo de Tokio, recinto sede.

La Organización Miss Internacional junto con el Kokusai Bunka Kyokai (Asociación Cultural Internacional, ACI) confirmaron en el mes de febrero de 2016 que la realización del Miss Internacional 2016 se llevaría a cabo el 27 de octubre del presente año, y que por cuarto año consecutivo, Tokio sería la ciudad sede de dicho certamen. También se aclaró que la noche final del certamen se llevará a cabo en la Sala municipal del Domo de Tokio ubicado en Bunkyō, Tokio.

## Relevancia histórica deMiss Internacional 2016

### Resultados
- Filipinas gana Miss Internacional por sexta vez, convirtiéndose en el segundo país que más ha ganado, después de Venezuela.
- Australia obtiene el puesto de Primera Finalista por tercera vez, la última vez fue en 1983.
- Indonesia obtiene el puesto de Segunda Finalista por segunda vez, la última vez fue en 1977.
- Nicaragua obtiene el puesto de Tercera Finalista por primera vez.
- Estados Unidos obtiene el puesto de Cuarta Finalista por sexta vez y por segundo año consecutivo en relación con el año anterior.
- Estados Unidos, Filipinas, México y Tailandia repiten clasificación a los cuartos de final.
- Filipinas clasifica por octavo año consecutivo a semifinales.
- Tailandia clasifica por cuarto año consecutivo.
- México clasifica por tercer año consecutivo.
- Estados Unidos clasifica por segundo año consecutivo.
- Argentina, Finlandia e Indonesia clasificaron por última vez en 2014.
- Japón y República Dominicana clasificaron por última vez en 2012.
- Rusia clasificó por última vez en 2011.
- Canadá clasificó por última vez en 2009.
- Polonia clasificó por última vez en 2008
- Nicaragua clasificó por última vez en 2002 e ingresa por primera vez, desde 1969, al cuadro de cinco finalistas.
- Australia clasificó por última vez en 1996.
- El Salvador clasificó por primera vez al cuadro de semifinalistas, apuntando a su vez su clasificación más alta hasta la fecha.
- Brasil rompe una racha de clasificaciones que mantenía desde 2011.
- De América entraron siete representantes a la ronda de cuartos de final, transformándose este en el continente con más semifinalistas; no obstante, solo Estados Unidos y Nicaragua llegaron a la final.
- Ninguna nación africana pasó a semifinales.

### Otros datos significativos
- Regresa el formato de quince semifinalistas que fue usado por última vez en el año 2013.
- A partir de esta edición, la representante de Eslovaquia portó la banda bajo el nombre de República Eslovaca, lo mismo sucedió con la representante de China Taipéi, cuya banda figuró bajo el nombre de Taiwán.

## Candidatas
69 candidatas compitieron en el certamen:
(En la tabla se utiliza su nombre completo, los sobrenombres van entrecomillados y los apellidos utilizados como nombre artístico, entre paréntesis; fuera de ella se utilizan sus nombres «artísticos» o simplificados)
| - Argentina - Yoana del Carmen Don Marozzi - Aruba - Tania Maria Nunes - Australia - Alexandra Britton - Bélgica - Caroline Sophie Julie Van Hoye - Bielorrusia - Polina Tsegalko - Bolivia - Katherine Añazgo Orozco - Brasil - Manoella Alves Dos Santos - Canadá - Amber Bernachi - China - Zhou Xinna - Colombia - Yudy Daniela Herrera Avendaño - Corea del Sur - Min Jeong Kim - Costa Rica - Raquel María Guevara Ávila - Cuba - Dania Quesada Rivero - Dinamarca - Sara Skals Danielsen - Ecuador - Ivanna Fiorella Abad Vásquez - El Salvador - Margarita Elizabeth Cader Medina - España - Anabel Delgado Torres - Estados Unidos - Kaitryana Leinbach - Filipinas - Kylie Fausto Verzosa - Finlandia - Emilia Seppänen - Francia - Khaoula Najine - Ghana - Cindy Kofie - Gibraltar - Joseanne Bear - Guatemala - Laura María Vadillo Urrutia - Guadalupe - Presile Adolphe - Guam - Annalyn Soto Buan - Haití - Cassandre Joseph - Hawái - Guinevere Davenport - Honduras - Andrea Nicolle Salinas Godoy - Hong Kong - Kelly Yeuk Lam Chan - Hungría - Csillag Szabó - India - Rewati Chetri - Indonesia - Felicia Hwang - Irlanda - Katherine Gannon - Japón - Jyunna Yamagata | - Líbano - Stephanie Karam Tovar - Macao - Yesu Lin (Sulin Ip) - Malasia - Olivia Constance Nicholas - Islas Marianas del Norte - Peachy Quitugua - Mauricio - Shavina Hulkua - México - María Geraldine Ponce Méndez - Moldavia - Alina Chirciu - Birmania - Inngyin Htoo - Nepal - Barsha Lekhi - Nicaragua - Brianny Marcela Chamorro - Nigeria - Ivie Mary Young Akpude - Noruega - Camilla Ellinor De Souza Devik - Nueva Zelanda - Jessica «Jess» Tyson - Países Bajos - Melissa María Gesina Scherpen - Panamá - Daniela Ochoa Barragán - Perú - Danea Juanita Panta Vargas - Polonia - Magdalena Bieńkowska - Portugal - Carina Marques Frazão - Puerto Rico - Gabriela Berríos Pagán - Reino Unido - Romy Odile Simpkins - República Dominicana - Cynthia María Núñez - República Eslovaca - Michaela Meňkyová - Rusia - Alisa Manenok - Sierra Leona - Maseray Zelda «Trina» Swarray - Singapur - Wang Huiqi - Sri Lanka - Ayesha Fernando - Sudáfrica - Tharina Botes - Suecia - Maria Taipaleenmäki - Tailandia - Pattiya Pongthai - Taiwán - Ai-Ning Tan - Túnez - Hiba Telmoudi - Ucrania - Viktoria Kiose - Venezuela - Jessica María Duarte Volweider - Vietnam - Phạm Ngọc Phương Linh |

### Designaciones
- Yoana Don (Argentina) fue designada por la directora de la organización de Miss Mundo Argentina, Nadia Cerri, para representar a su país en este concurso tras haber sido la ganadora del certamen nacional de 2014.
- Raquel Guevara (Costa Rica) fue designada por los directores de la franquicia Reinas de Costa Rica, tras una larga trayectoria en concursos de belleza.
- Khaoula Najine (Francia) fue invitada por la organización Miss Internacional para ser partícipe en este certamen; tras la no renovación de la licencia a la organización Miss Francia encabezado por Sylvie Tellier, lo que le impidió seguir enviando delegadas francesas a dicho certamen.
- Laura Vadillo (Guatemala) fue designada por la organización Eventos S.A. encargada de producir el evento en ese país.
- Sulin Ip (Macao) fue designada por la directiva de la franquicia local para representar a su nación.
- Alina Chirciu (Moldavia) fue designada por la organización Miss Moldova, tras terminar como primera finalista en el certamen nacional.
- Geraldine Ponce (México) fue designada por la directora de la organización Nuestra Belleza México, Lupita Jones, para representar a su país en este concurso, tras haber quedado en tercer lugar en Nuestra Belleza México 2015.
- Gabriela Berríos (Puerto Rico) fue designada por Diana Montero y Desireé del Río, quienes son las directoras de la nueva franquicia tenedora de dicho país, tras una larga trayectoria en concursos de belleza.

### Suplencias
- Bianka Fuentes (Ecuador) renunció al título nacional tras llegar a un acuerdo con la directiva de la organización Miss Ecuador tras no poder cumplir con sus deberes como reina titular, por lo que su suplente fue Ivanna Abad, quien se posicionó como segunda finalista en el certamen nacional en Miss Ecuador 2016.
- Alexandra Guzmán (El Salvador) no participó en el certamen pese a ser la reina titular de su país por razones desconocidas, por lo que Elizabeth Cader tomó su lugar en el concurso.
- Federica Ferro (España) fue destituida del título nacional por razones desconocidas, perdiendo así el derecho de concursar en este certamen; su suplente fue Anabel Delgado quien terminó como primera finalista en el certamen nacional.
- Anawate Georgette Adeyiga (Ghana) no participó a pesar de ser electa como reina titular en su país por razones no reveladas, Cindy Kofie tomó su lugar para que su país debute en este certamen.
- Manjusha Faugoo (Mauricio) fue despojada del título nacional, por incumplimiento de contrato como reina titular, argumentando diferencias con los directores de la organización nacional, dicha organización designó a Shavina Hulkua como su suplente para este certamen.
- Perla Núñez (República Dominicana) renunció al título tras encontrarse en estado de gestación, la organización designó a Cynthia Núñez como su suplente.
- Clara Långsjö (Suecia) fue despojada de su título por razones desconocidas, por lo que la organización de dicho país designó a Maria Taipaleenmäki como su suplente.

### Abandonos
- Katia Dos Santos (Luxemburgo) fue retirada de la nómina oficial de las participantes, pese a haber estado en algún momento confirmada por razones no reveladas.
- A pesar de ser seleccionada para este certamen, Tatiana Rolín (Paraguay) no fue partícipe en esta edición debido al poco tiempo de preparación para dicha delegada.
- Çağla Çukurova (Turquía) renunció al título voluntariamente por decisión personal pese a haber ganado el derecho de representar a su país al día siguiente de ser coronada, por lo tanto no participó en este certamen, Çukurova no tuvo suplente por lo que su nación se ausentó en el concurso.[5]
- Pese a haber estado confirmadas en algún momento Devontae Pinder (Bahamas) y Sandra Saeed (Egipto) no participaron en el certamen por razones desconocidas.

## Datos acerca de las delegadas
Algunas de las delegadas del Miss Internacional 2016 han participado, o participarán, en otros certámenes internacionales de importancia:
- Cynthia Núñez (República Dominicana) fue finalista en Elite Model Look 2007 y participó sin éxito en Miss Mundo 2015.
- Jess Tyson (Nueva Zelanda) ganó el Miss Teen South Pacific 2008 y Miss Teen World Supermodel 2008.
- Gabriela Berríos (Puerto Rico) ganó Miss Turismo Intercontinental 2010, fue semifinalista en Miss Supranacional 2012 y participó sin éxito en Miss Universo 2014.
- Stephanie Karam (Líbano) fue candidata a Nuestra Belleza México 2016 y a Miss Líbano Universo 2018. Participará en Miss Grand Internacional 2019 representando al Líbano.
- Ivanna Abad (Ecuador) concursó sin éxito en Miss Panamerican Internacional 2012 y en Miss Yacht International Model 2012.
- Jessica Duarte (Venezuela) fue finalista en Look CyZone 2012.
- Hiba Telmoudi (Túnez) concursó sin éxito en Miss Mundo 2013.
- Tania Nunes (Aruba) compitió sin éxito en Miss Teen Continental 2014, y participará en Miss Tierra 2017.
- Yoana Don (Argentina) participó sin éxito en Miss Mundo 2014, fue segunda finalista en Reina Hispanoamericana 2015 y participará en Miss Grand Internacional 2017.
- Raquel Guevara (Costa Rica) compitió en Miss Intercontinental 2014, Miss Costa Maya Internacional 2014 y Miss Piel Dorada Internacional 2014, en ambas sin figurar; y fue semifinalista en Miss Panamerican 2015.
- Caroline Van Hoye (Bélgica) concursó sin éxito en Miss Europe World 2015 y en Miss Tourism Queen Internacional 2015.
- Andrea Salinas (Honduras) compitió sin éxito en Reina Mundial del Banano 2015 y en Miss Teen Universo 2015.
- Melissa Scherpen (Países Bajos) compitió sin éxito en Miss Tourism World 2015 y Miss Tourism Queen Of The Year Internacional 2015.
- Alisa Manenok (Rusia) concursó sin éxito en Top Model of the World 2015 y fue primera finalista en Supermodel International 2016.
- Maria Taipaleenmäki (Suecia) compitió sin éxito en Miss Tierra 2015.
- Elizabeth Cader (El Salvador) fue semifinalista en Top Model of the World 2016.
- Rewati Chetri (India) compitió sin éxito en World Miss University 2016.
- Amber Bernachi (Canadá) ganó el certamen Miss Eco Internacional 2017.
- Magdalena Bienkowska (Polonia) participará en Miss Mundo 2017, y en Miss Supranacional 2017.

Algunas de las delegadas nacieron o viven en otro país al que representarán, o bien, tienen un origen étnico distinto:
- Yoana Don (Argentina) tiene ascendencia italiana.
- Min Jeong Kim (Corea del Sur), Dania Quesada (Cuba) y Gabriela Berríos (Puerto Rico) radican en Estados Unidos.
- Ivanna Abad (Ecuador) radica en Australia.
- Laura Vadillo (Guatemala) radica en España.
- Stephanie Karam (Líbano) nació y radica en México, y tiene ascendencia mexicana por el lado materno.
- Camilla De Souza (Noruega) tiene ascendencia portuguesa.
- Daniela Ochoa (Panamá) tiene ascendencia colombiana por el lado paterno.
- Carina Frazão (Portugal) nació y radica en Sudáfrica.
- Maseray Swarray (Sierra Leona) nació en Estados Unidos.
- Tharina Botes (Sudáfrica) tiene ascendencia tailandesa.
- Maria Taipaleenmäki (Suecia) tiene ascendencia finlandesa de parte de ambos padres.
- Jessica Duarte (Venezuela) tiene ascendencia portuguesa-árabe y alemana.

Otros datos significativos de algunas delegadas:
- La candidata más alta fue Alisa Manenok (Rusia) con 1,82 m (6′ 0″), mientras que la candidata más baja fue Cindy Kofie (Ghana) con 1,52 m (5′ 0″) de estatura.
- Caroline Van Hoye (Bélgica) es modelo, actriz y una reconocida figura de televisión en su país, participó en un reality show llamado Vacances des Anges.
- Laura Vadillo (Guatemala) es hija de Julieta Urrutia, quien se posicionó como primera princesa en Reinado Internacional del Café 1982, ganó el certamen Miss Guatemala 1984, fue semifinalista en Miss Universo 1984 y meses después ganó el Miss Internacional 1984.
- Brianny Chamorro (Nicaragua) es practicante de taekwondo.
- Danea Panta (Perú) es modelo y presentadora de televisión en su país. Además, fue ganadora de la primera temporada del programa televisivo Peru's Next Top Model.
- Alisa Manenok (Rusia) es voleibolista profesional.

## Sobre los países en Miss Internacional 2016

### Naciones que debutaron en la competencia
- Ghana y Sierra Leona compitieron por primera vez en el certamen.

### Naciones ausentes
(Esta lista es en relación a la edición anterior)
- Italia, Kenia, Luxemburgo, Mongolia, Paraguay, Rumania, Turquía y Zambia no participaron en esta edición.

### Naciones que regresaron en la competencia
- Irlanda que compitió por última vez en 1994.
- Nigeria que compitió por última vez en 2011.
- Sudáfrica que compitió por última vez en 2013.
- Guatemala y Suecia que compitieron por última vez en 2014.